# پوبلیوس کورنلیوس سیپیون (کنسول ۱۶ پیش از میلاد)
پوبلیوس کورنلیوس سیپیون (انگلیسی: Publius Cornelius Scipio; ۴۷ پیش از میلاد – مرگ ۷ میلادی) سیاستمدار اهل روم باستان بود. فعال در طول پرینکیپاته. او کنسول روم در ۱۶ قبل از میلاد به عنوان همکار لوسیوس دومیتیوس آهنوباربوس بود. وی احتمالاً در حدود سالهای ۸/۷ قبل از میلاد، فرماندار آسیا (استان روم) نیز بود.